# Gustavo Gimeno
Gustavo Gimeno (Valencia, 1976) è un percussionista, direttore d'orchestra, docente e musicista da camera spagnolo.
È il direttore dell'Orchestra Filarmonica del Lussemburgo ed è stato assistente di Mariss Jansons e Claudio Abbado.

## Biografia
Iniziò i suoi studi a Valencia, prima come percussionista e poi scelse Amsterdam, dove attualmente vive. Dopo aver terminato gli studi sulle percussioni, inizia a collaborare con orchestre e gruppi da camera, componendo musica contemporanea.
Nel 2001 si presentò ad un concorso di percussione all'Orchestra reale del Concertgebouw, dove c'era una tradizione di diversi percussionisti spagnoli e ottiene il posto di capo percussionista dell'orchestra. Vinse anche il secondo premio al Concorso internazionale di percussioni in Lussemburgo.
Per la sua formazione come direttore d'orchestra seguì corsi di perfezionamento con direttori come Iván Fischer o Hans Vonk. Trascorse anche tre anni come direttore titolare dell'Orchestra Sinfonica Con Brio di Amsterdam e poi come direttore artistico e amministratore delegato della Het Orkest Amst 2012. Queste orchestre amatoriali, oltre a perfezionare la loro gestione tecnica hanno permesso di praticare un'organizzazione collaborativa e applicarla ai rapporti con i musicisti.

## Carriera come direttore
La carriera internazionale come direttore di Gustavo Gimeno iniziò nel 2012 come assistente di Mariss Jansons al Concertgebouw. Nel 2013 frequentò anche Bernard Haitink con l'Orchestra Mozart di Bologna.
Successivamente trascorse un periodo importante assistendo Claudio Abbado con l'Orchestra Mozart di Bologna e l'Orchestra del Festival di Lucerna, in un periodo molto intenso che segnò la chiarezza che definisce il suo stile di direzione, in linea con il maestro italiano.
Ha lavorato a stretto contatto con compositori come Pierre Boulez, George Benjamin e Magnus Lindberg, come musicista da camera con la coppia Katia e Marielle Labèque e la violinista Janine Jansen, con lezioni al Conservatorio di Amsterdam e corsi di perfezionamento in Germania, Giappone, Russia, Stati Uniti e Germania.
Ha diretto la Filarmonica di Monaco, sostituendo Lorin Maazel nel 2014 e il successo ottenuto lo portò a stabilire un rapporto privilegiato con il gruppo, collaborando con esso in diversi programmi della sua stagione. Nella primavera del 2015 Gustavo Gimeno entrò nella fossa orchestrale del Palau de les Arts di Valencia per dirigere l'opera Norma di Bellini, con un cast eccezionale come Mariella Devia, che interpretò la grande sacerdotessa ed il tenore Russell Thomas nei panni del proconsole Pollione, che lo interpretava per la prima volta.
È stato capo dell'Orchestra Filarmonica del Lussemburgo dal 2015-2016, in sostituzione di Emmanuel Krivine. In questa stagione ha interpretato le prime sinfonie di Beethoven, Mahler, Bruckner, Schumann e Šostakovič e con la Wiener Singverein ha diretto il Requiem di Verdi. Ha anche presentato opere contemporanee di Rihm, Alban Berg e Luciano Berio. I solisti più importanti sono stati Isabelle Faust, Frank Peter Zimmermann, Leōnidas Kavakos, Anja Harteros e Stefan Dohr.
Si esibisce anche in questa stagione con la Deutsches Symphonie Orchester Berlin, la SWR di Friburgo, l'Orchestra Sinfonica Radiofonica Olandese, l'Orchestra Sinfonica metropolitana di Tokyo, l'Orchestra Filarmonica di Osaka, l'Orchestre Philharmonique de Radio France, l'Orchestra del Gewandhaus di Lipsia, l'Orchestra Sinfonica Nazionale Danese e la City of Birmingham Symphony Orchestra, tra le altre orchestre. Dopo il suo debutto con l'Orchestra reale del Concertgebouw nel 2014 e nuovi concerti con quest'ultima ad Amsterdam, farà tournée con l'orchestra a Taiwan e in Giappone. Inoltre debutterà sul podio dell'Orchestre national de France, dell'Orchestre national du Capitole de Toulouse, della Royal Liverpool Philharmonic, della Sächsische Staatskapelle Dresden e dell'Orchestra della Tonhalle di Zurigo.
Negli Stati Uniti debutta con l'Orchestra Sinfonica di Pittsburgh e con l'Orchestra di Cleveland al Blossom Festival. Gustavo Gimeno fa anche il suo debutto con la Chicago Symphony Orchestra al Ravinia Festival del 2016.